# Dasyornis longirostris
L'uccello di macchia occidentale o beccoriccio occidentale (Dasyornis longirostris Gould , 1841) è un uccello passeriforme della famiglia dei Dasyornithidae.

## Etimologia
Il nome scientifico della specie, longirostris, deriva dal latino e significa "dal becco lungo", in riferimento all'aspetto di questi uccelli.

## Descrizione

### Dimensioni
Misura 17 cm di lunghezza, per 26-39 g di peso.

### Aspetto

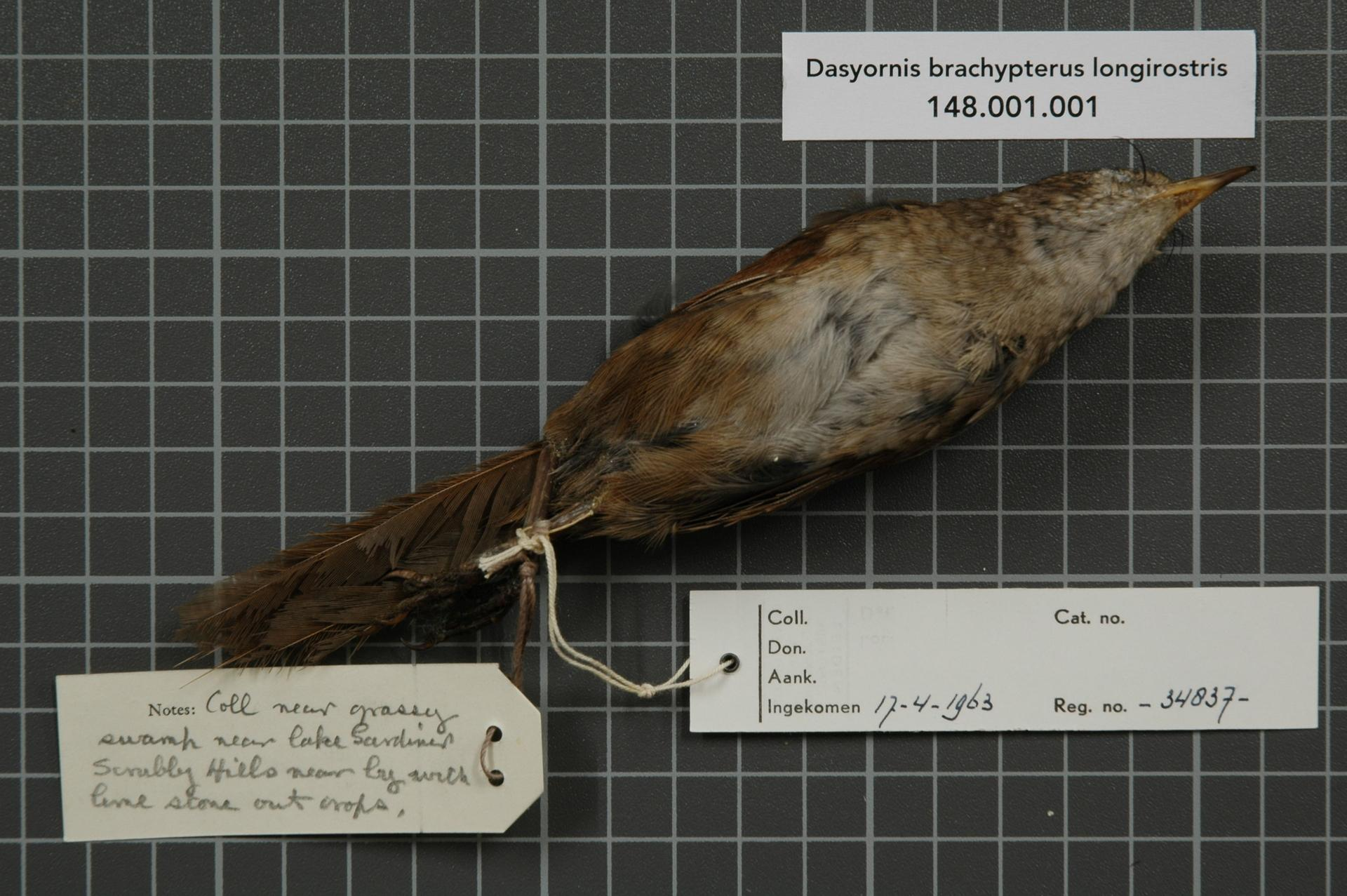
Veduta ventrale di maschio impagliato.

Si tratta di uccelli dall'aspetto paffuto ed arrotondato, con testa arrotondata che sembra incassata direttamente nel tronco e munita di becco conico e sottile dalla punta superiore lievemente ricurva verso il basso, mentre le ali sono corte ed arrotondate, la coda è piuttosto allungata e presenta estremità arrotondata anch'essa e le zampe sono forti e allungate.
Il piumaggio è di colore bruno su groppa, ali, codione, sottocoda e coda, mentre testa, dorso e petto sono di colore grigio cenere, con singole penne orlate di bianco-grigiastro, a dare un effetto a mosaico: la gola è invece completamente bianca, mentre il ventre è bruno-grigiastro con parte centrale più chiara e tendente al biancastro.
Il becco e le zampe sono di colore nerastro (il primo con area basale tendente al carnicino), mentre gli occhi sono di colore bruno-rossiccio.

## Biologia
Si tratta di uccelli dalle abitudini di vita essenzialmente diurne, che vivono da soli o in coppie e passano la maggior parte della giornata alla ricerca di cibo al suolo, involandosi solo in caso di estrema necessità.
Il richiamo di questi uccelli è piuttosto caratteristico e composto da sequenze uguali ripetute a qualche secondo di distanza di note cinguettanti.

### Alimentazione
Si tratta di uccelli tendenzialmente onnivori, la cui dieta si compone sia di insetti ed altri piccoli invertebrati che si semi e granaglie.

### Riproduzione
La stagione riproduttiva va da luglio alla fine di ottobre: si tratta di uccelli monogami, le cui coppie restano verosimilmente assieme per la vita.
La costruzione del nido (di forma globosa, costruito fra i rami bassi di un cespuglio) e la cova delle 2-3 uova (che dura una ventina di giorni) sono a completo carico della femmina: l'allevamento della prole è invece condiviso dai due partner, col maschio che inoltre si occupa di difendere il territorio e la compagna da eventuali intrusi, oltre che di nutrire quest'ultima durante la cova.

## Distribuzione e habitat
L'uccello di boscaglia occidentale è endemico dell'Australia, della quale (come intuibile dal nome comune) occupa con areale piuttosto frammentato la fascia costiera della regione di Great Southern, in Australia Occidentale.
L'habitat di questi uccelli è rappresentato dalla macchia costiera a densa copertura cespugliosa.